# Augustenborg
Augustenborg (in tedesco Augustenburg) è un centro abitato della Danimarca situato nella regione della Danimarca meridionale. Fa parte del comune di Sønderborg.
Fino al 1º gennaio 2007, quando il comune è stato abrogato, la cittadina era capoluogo del comune omonimo situato nella contea dello Jutland Meridionale.

## Storia
Situato sull'isola di Als, a 31 km da Aabenraa, comprende un palazzo costruito intorno al 1651, che ha dato il nome ai duchi di Augustenburg, un ramo della casata di Holstein. Da questa città prese nome la linea collaterale del Casato degli Oldenburg detta di Schleswig-Holstein-Sonderburg-Augustenburg
Il principe Carlo Augusto, nato nel 1768, apparteneva a questa casa e fu nominato principe reale di Svezia nel 1809 da Carlo XIII e dagli Stati. Ma non appena il principe giunse in Svezia, morì quasi improvvisamente. Si dice che sia stato avvelenato.